# Pseudocercidis
Pseudocercidis är ett släkte av insekter. Pseudocercidis ingår i familjen långrörsbladlöss.
Kladogram enligt Catalogue of Life:
| Pseudocercidis | \| \| Pseudocercidis rosae \| \| \| \| \| \| Pseudocercidis tutigula \| \| \| \| |
|                | \| \| Pseudocercidis rosae \| \| \| \| \| \| Pseudocercidis tutigula \| \| \| \| |
|                | Pseudocercidis rosae                                                             |
|                |                                                                                  |
|                | Pseudocercidis tutigula                                                          |
|                |                                                                                  |